# Флуд, Памела
Паме́ла Энн Мэ́ри Флуд (англ. Pamela Ann Mary Flood; род. 25 июля 1971, Талла, Ленстер) — ирландская телеведущая, журналистка и фотомодель.

## Биография и карьера
Она получила корону «Мисс Ирландии» в 1993 году. Сотрудник «Raidió Teilifís Éireann», она хорошо узнаваемое лицо на телевизионных каналах. Она также появилась в «Who Do You Think You Are?». Затем она работала на «Showhouse».

## Личная жизнь
С 31 августа 2014 года Памела замужем за ресторатором Ронаном Райаном, с которым она встречалась 6 лет до их свадьбы. У супругов есть трое детей: сын Харрисон Райан (род. в марте 2011) и две дочери — Элси Райан (род.24.10.2013) и Грэйси Райан (род.03.12.2015).